# Neukirchen (Reinsberg)

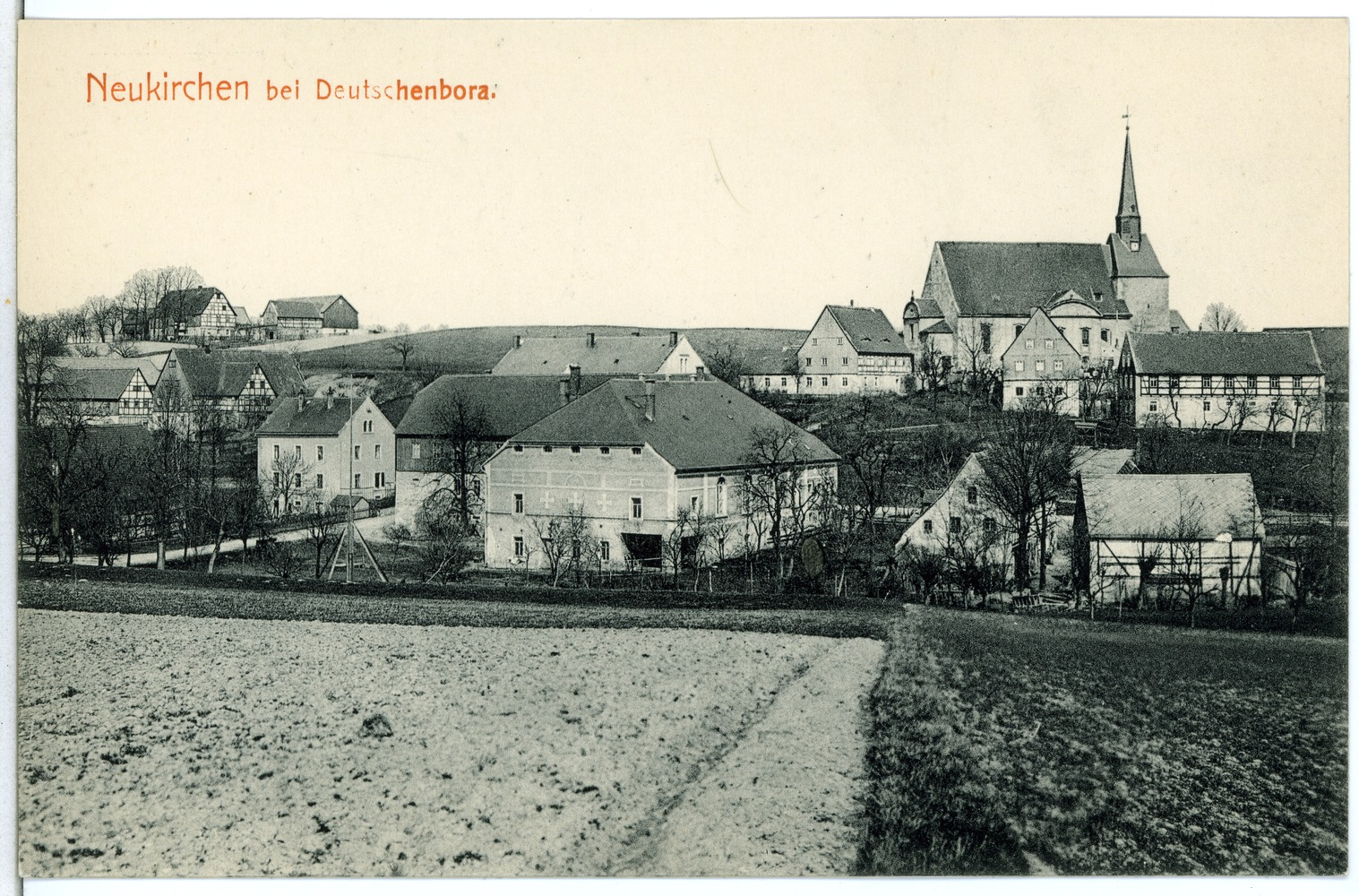
Neukirchen, Blick ins Dorf, 1906

Neukirchen (ⓘ) ist ein Ortsteil der Gemeinde Reinsberg im Landkreis Mittelsachsen (Freistaat Sachsen). Er wurde am 1. März 1994 eingemeindet. Seitdem bildet er mit seinem Ortsteil Steinbach eine von fünf Ortschaften der Gemeinde Reinsberg.

## Geografie

### Lage
Neukirchen liegt im östlichen Ausläufer des Erzgebirgsvorlandes. Der Ort liegt am Tännichtbach, einem Zufluss der Triebisch. Durch die westliche Gemarkung verläuft der Rothschönberger Stolln, ein Wasserlösungsstollen des Brander und Freiberger Bergreviers. Er besitzt im Bereich Neukirchen ein Lichtloch.

### Nachbarorte
| Deutschenbora, Hirschfeld | Rothschönberg, Tanneberg                    | Blankenstein |
| Drehfeld                  | Kompassrose, die auf Nachbargemeinden zeigt | Steinbach    |
| Reinsberg                 | Dittmannsdorf                               |              |

## Geschichte

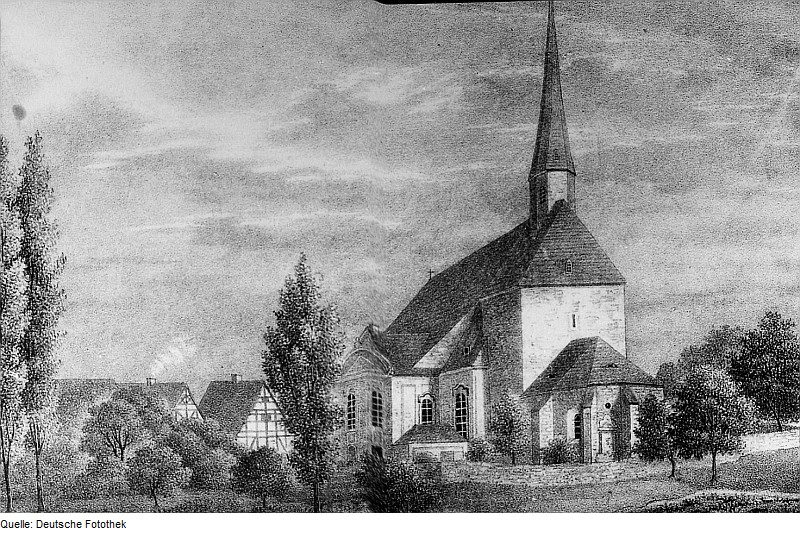
Kirche zu Neukirchen

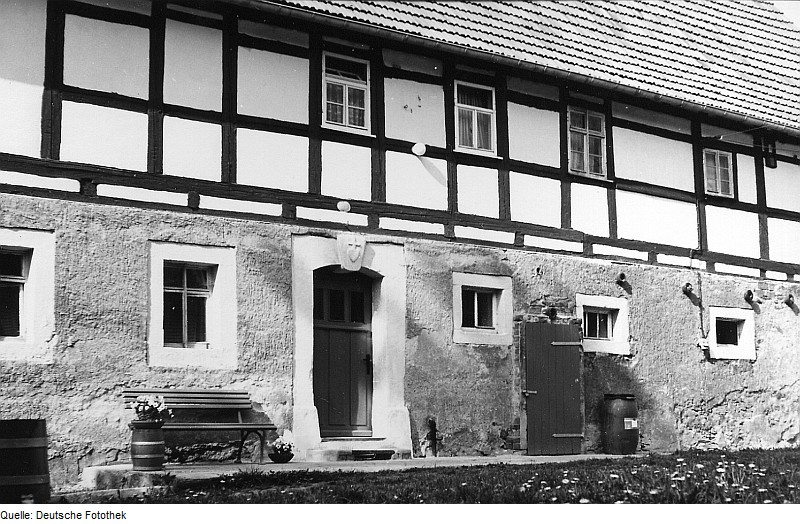
Funkes Mühle in Neukirchen, Hofansicht

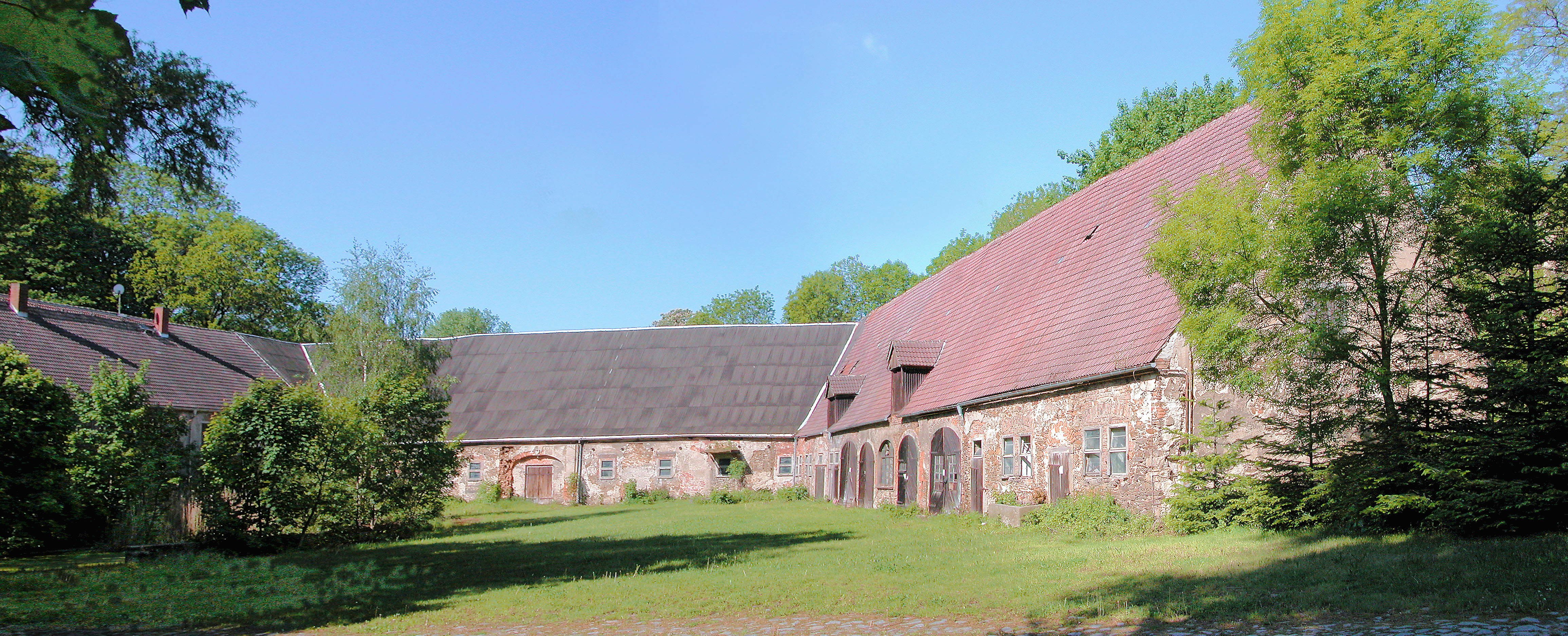
Rittergut Neukirchen 2006

Neukirchen wurde im Jahr 1317 als „Newenkirchin“ erwähnt. Ein Ritterhof bzw. Rittersitz ist im Jahr 1465 erwähnt, 1519 ein Vorwerk des Ritterguts Hirschfeld und ab 1696 ein Rittergut. Dieses besaß im 14. Jahrhundert die Familie von Born, welche es an die Familie von Brand verkaufte, der die Familie von Maltitz folgte. Zu Beginn des 17. Jahrhunderts besaß es Wolf von Morgenthal, ab 1670 für ein Jahrzehnt die Familie von Pantzschmann und anschließend Hans Otto von Ponikau, dem die Familie von Mörner folgte. Nachdem es im Jahr 1759 an die Familie von Schönberg gelangte, gehörte das Gut im 18. Jahrhundert dem Hofmarschall von Erdmannsdorff, später der Familie von Zedtwitz sowie um 1860 Ludwig Friedrich Ferdinand von Zedtwitz. Um das Jahr 1800 wurde das Herrenhaus erbaut. Der älteste Teil der Kirche des Orts ist vermutlich um 1450 entstanden.
Neukirchen gehörte bis 1856 zum kursächsischen bzw. königlich-sächsischen Kreisamt Meißen. 1856 wurde der Ort dem Gerichtsamt Wilsdruff und 1875 der Amtshauptmannschaft Meißen angegliedert. Am 1. Juli 1950 erfolgte die Eingemeindung des Nachbarorts Steinbach. Durch die zweite Kreisreform in der DDR kam die Gemeinde Neukirchen im Jahr 1952 zum Kreis Freiberg im Bezirk Chemnitz (1953 in Bezirk Karl-Marx-Stadt umbenannt), der ab 1990 als sächsischer Landkreis Freiberg fortgeführt wurde.
Am 1. März 1994 wurden die Gemeinden Bieberstein, Dittmannsdorf, Neukirchen und Reinsberg zur neuen Gemeinde Reinsberg zusammengeschlossen. Neukirchen und Steinbach bilden seitdem eine von fünf Ortschaften der Gemeinde Reinsberg. Seit 2008 gehört der Ort zum Landkreis Mittelsachsen.

## Persönlichkeiten
- Fürchtegott Moritz Albert Voigt (1829–1895), Unternehmer